# Немцы в Башкортостане
Немцы в Башкортостане (баш. Немецтар Башҡортостанда) — один из народов Башкортостана. Наиболее компактно проживают в Стерлитамакском и Туймазинском районах, гг. Уфа, Ишимбай, Октябрьский, Стерлитамак, Туймазы.
Вероисповедание: лютеране, католики.

## Численность
По данным переписей численность немцев составляла:
в 1897 в Уфимской губернии— 1,1 тысяч чел., в Оренб. губернии — 5,5 тысяч.
В БАССР в 1926 — 6,5 тысяч, в 1939 — 6,3 тысяч, в 1959 — 12,8 тысяч, в 1970 — 12,1 тысяч, в 1979 — 11,3 тысяч в 1989 году проживало 11 тысяч человек,
В Республике Башкортостан в 2002 — 8,2 тысячи, в 2010 — 5,9 тысяч человек.

## История
Первые поселения немецкого народа датируются 17 веком, во время их службы в Уфимском гарнизоне.
В 1894 в Башкортостан переселились немцы-меннониты, основавшие селения на территории современного Давлекановского района.
В годы Столыпин. аграрной реформы на земли современного Благоварского района переселились немцы из Малороссии (современной Украины).
В годы Великой Отечественной войны в БАССР были переселены немцы из ликвидированной АССР немцев Поволжья.
Отъезд немцев в ФРГ начался с 1984 г.
После 1993 года большая часть немцев эмигрировала в Германию. В течение ряда лет только из Алексеевского совета Уфимского района Республики Башкортостан выехала треть немецкого населения.
В Республике Башкортостан (данные на 2010 год) наиболее компактно проживают в гг. Уфа (1638 человек), Октябрьский (754), Стерлитамак (527), Салават (291), Ишимбай (245), Белебей (149), Нефтекамск (136), г. Давлеканово и Давлекановском районе (349), г. Туймазы и Туймазинском районе (344), г. Белебей и Белебеевском районе (149), Благоварском (347), Альшеевском (97), Уфимском (96) районах.

## Хозяйствование
Отличительной чертой немецких традиционных усадеб было соединение жилых и хозяйственных построек в виде прямоугольника. Традиционный женский костюм состоял из кофты, сборчатой юбки, передника, головного платка; мужской — из рубахи, штанов, жилета, шляпы. Из обуви широко использовались кожаные башмаки. В традиционной кухне были распространены куриный бульон с домашней лапшой, суп с клёцками, борщ, фруктовый суп, свинина или гусь с капустой, пироги, рулеты, разнообразные колбасы. Традиционно отмечались христианские праздники.

## Культурная и общественная жизнь
С 1989 года действует культурно-просветительский союз немцев Республика Башкортостан «Видергебурт», в 1998 — в с. Пришиб нем. историко-культурный центр «Алексеевский», с 2003 — Национально-культурная автономия немцев Республики Башкортостан.

## Государственный уровень
Между Республикой Башкортостан и Германией действует Общество дружбы "Башкортостан-Германия".